# Guaduero

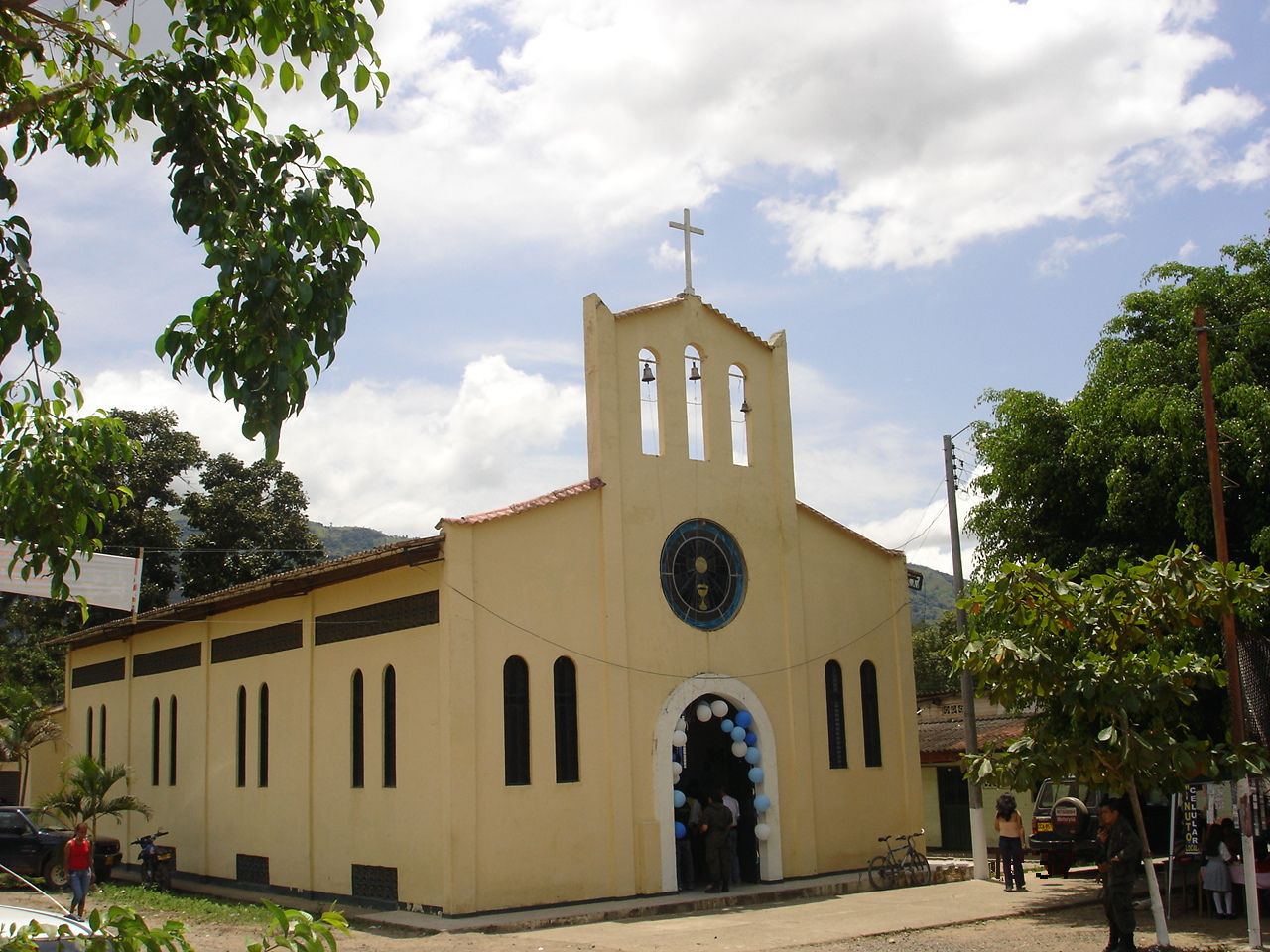
Iglesia de Guaduero.

Guaduero es un centro poblado de Guaduas, ubicada en el Departamento de Cundinamarca, Colombia, a unos 148 °Ckm de Bogotá, por la vía férrea. Se sitúa en el costado suroriente de la desembocadura del río Guaduero sobre el río Negro. Cuenta con aproximadamente 190 habitantes, está a una altitud de 453 metros sobre el nivel del mar y su temperatura promedio es de 34 °C.